# سیراویل (کالیفرنیا)
سیراویل (به انگلیسی: Sierraville) یک منطقهٔ مسکونی در ایالات متحده آمریکا است که در شهرستان سیرا، کالیفرنیا واقع شده‌است. سیراویل ۱۳٫۰۰۴ کیلومتر مربع مساحت و ۲۰۰ نفر جمعیت دارد و ۱٬۵۱۰٫۹۱ متر بالاتر از سطح دریا واقع شده‌است.